# Чемпионат Африки по волейболу среди мужчин 2013
19-й чемпионат Африки по волейболу среди мужчин проходил с 22 по 27 сентября 2013 года в Сусе (Тунис) с участием 6 национальных сборных команд. Чемпионский титул в 7-й раз в своей истории и в 5-й раз подряд выиграла сборная Египта.

## Команды-участницы
Алжир, Египет, Камерун, Ливия, Марокко, Тунис.

## Система проведения чемпионата
6 команд-участниц провели однокруговой турнир, по результатам которого была определена итоговая  расстановка мест. За победы со счётом 3:0 и 3:1 команды получали по 3 очка, за победы 3:2 — по 2 очка, за поражения 2:3 — по 1 очку, за поражения 0:3 и 1:3 очки не начислялись. При равенстве очков у двух и более команд места распределялись по большему количеству побед.

## Результаты
В скобках в колонке В (выигрыши) — количество побед со счётом 3:2, в колонке П (поражения) — поражений 2:3.
| М | Команда | 1   | 2   | 3   | 4   | 5   | 6   | И | В     | П     | С/П   | О  |
| - | ------- | --- | --- | --- | --- | --- | --- | - | ----- | ----- | ----- | -- |
| 1 | Египет  |     | 3:1 | 3:1 | 3:0 | 3:2 | 3:1 | 5 | 5 (1) | 0     | 15:5  | 14 |
| 2 | Тунис   | 1:3 |     | 3:1 | 3:2 | 3:2 | 3:0 | 5 | 4 (2) | 1     | 13:8  | 10 |
| 3 | Марокко | 1:3 | 1:3 |     | 3:2 | 3:2 | 3:1 | 5 | 3 (2) | 2     | 11:11 | 7  |
| 4 | Камерун | 0:3 | 2:3 | 2:3 |     | 3:2 | 3:0 | 5 | 2 (1) | 3 (2) | 10:11 | 7  |
| 5 | Алжир   | 2:3 | 2:3 | 2:3 | 2:3 |     | 3:0 | 5 | 1     | 4 (4) | 11:12 | 7  |
| 6 | Ливия   | 1:3 | 0:3 | 1:3 | 0:3 | 0:3 |     | 5 | 0     | 5     | 2:15  | 0  |

22 сентября
Египет — Камерун 3:0 (25:17, 25:21, 25:23); Марокко — Алжир 3:2 (21:25, 25:20, 22:25, 25:18, 15:13); Тунис — Ливия 3:0 (25:14, 25:19, 25:16).
23 сентября
Марокко — Ливия 3:1 (25:22, 22:25, 25:23, 25:16); Камерун — Алжир 3:2 (25:22, 21:25, 18:25, 25:23, 15:12); Египет — Тунис 3:1 (22:25, 25:20, 25:23, 25:20).
24 сентября
Марокко — Камерун 3:2 (25:23, 25:20, 26:28, 17:25, 15:13); Египет — Ливия 3:1 (25:16, 25:14, 23:25, 25:16); Тунис — Алжир 3:2 (25:23, 24:26, 18:25, 25:22, 16:14).
26 сентября
Египет — Алжир 3:2 (25:22, 25:18, 24:26, 18:25, 15:9); Камерун — Ливия 3:0 (25:16, 25:17, 25:19); Тунис — Марокко 3:1 (27:29, 26:24, 25:22, 25:18).
27 сентября
Египет — Марокко 3:1 (21:25, 25:18, 25:12, 25:22); Алжир — Ливия 3:0 (25:22, 25:16, 25:15); Тунис — Камерун 3:2 (19:25, 25:21, 29:27, 19:25, 19:17).

## Итоги

### Положение команд
| Египет     |
| Тунис      |
| Марокко    |
| 4. Камерун |
| 5. Алжир   |
| 6. Ливия   |

### Призёры
Египет: Салех Юсеф Фатхи, Абдалла Бекхит, Ахмед Абдельхай Салах, Абдельлатиф Ахмед, Ахмед Абделааль, Ашраф Абульхасан, Рашад Атия, Ахмед Мохаммед Абделааль, Ахмед Афифи Юсеф, Мохаммед Бадауи Монейм, Ахмед Элькотб, Абдельхалим Фахим. Тренер - Антонио Джакоббе.
  Тунис: Саддем Хмисси, Ахмед Кадхи, Маруан Мрабет, Маруэн Гарки, Самир Селлами, Эльес Карамосли, Хамза Наджа, Исмаил Моалла, Ануар Тауэрги, Нуреддин Хфайед, Билель Бенхассин, Мохаммед Айеш. Тренер — Мкаур Фатхи.
  Марокко: Хасан Ачтби, Хишам Фаязид, Ахмед эль-Алауи, Науфаль Маскали, Юсеф Углаф, Ибрахим Эззаргуй, Ашраф Бсили, Тауфик эль-Асри, Камель Уали, Сиди Мохаммед Лебдар, Амин Заяни, Зухейр эль-Грауи. Тренер - Мохаммед Абдельлауи.

### Индивидуальные призы
MVP:  Абдельлатиф Ахмед
Лучший нападающий:  Юсеф Углаф
Лучший блокирующий:  Камель Уали
Лучший на подаче:  Ахмед Абдельхай
Лучший на приёме:  Нуреддин Хфайед
Лучший связующий:  Абдалла Абдесалам
Лучший либеро:  Ануар Тауэрги